# Rálik Szilvia
Rálik Szilvia (Békéscsaba, február 21. –) Liszt Ferenc-díjas magyar operaénekes, érdemes művész.

## Életpályája
A békéscsabai Bartók Béla Zeneművészeti Szakközépiskolában érettségizett. A szegedi Liszt Ferenc Zeneművészeti Főiskola magánének szakán diplomázott 2000-ben, majd az egyetemi tagozaton tanult tovább. Főiskolásként a békéscsabai színistúdió tanáraként is dolgozott. A budapesti Magyar Állami Operaházban Wagner Siegfriedjében mutatkozott be, később az intézmény magánénekese lett.

## Főbb szerepei
- Bartók: A kékszakállú herceg vára – Judit
- Beethoven: Fidelio – Leonora
- Bellini: Norma – Norma
- Britten: Gloriana – Elizabeth
- Janáček: Jenůfa – Jenůfa
- Mozart: Idomeneo – Elektra
- Mozart: Don Giovanni – Donna Elvira
- Puccini: Turandot – Turandot
- Puccini: Tosca – Tosca
- Prokofjev: A tüzes angyal – Renata
- R. Strauss: Ariadné Naxosz szigetén – Ariadné
- R. Strauss: Elektra – Elektra
- R. Strauss: Az árnyék nélküli asszony – Barak felesége
- R. Strauss: Salome – Salome
- Csajkovszkij: A pikk dáma – Lisa
- Verdi: Attila – Odabella
- Verdi: Macbeth – Lady Macbeth
- Verdi: Nabucco – Abigail
- Verdi: Otello – Desdemona
- Verdi: Simon Boccanegra – Amelia
- Wagner: Lohengrin – Ortrud
- Wagner: Parsifal – Viráglány
- Wagner: A walkür – Helmwige
- Wagner: A nürnbergi mesterdalnokok – Éva
- Wagner: A bolygó hollandi – Senta
- Eötvös: A balkon – Carmen
- Poulenc: A karmeliták párbeszédei
- Szokolay: Vérnász
- Korngold: A halott város – Marietta
- Weber: A bűvös vadász – Ágota

## Díjai és kitüntetései
- Mándi Andor-díj (2002)
- Liszt Ferenc-díj (2013)
- Oláh Gusztáv-emlékplakett (2014)
- Érdemes művész (2019)[8]
- Ágai Karola és Szendrey-Karper László Emlékérem (2023)[9]